# Elektrická dráha na Letné v Praze
Elektrická dráha na Letné v Praze byla první pražská elektrická tramvajová dráha a zároveň soukromý podnik Františka Křižíka, který tuto dráhu zřídil roku 1891 a provozoval sezónně až do roku 1900. Dráha na Letné byla zrušena roku 1902 a v následujících letech zcela odstraněna.
Dráha měla hlavně zkušební a propagační účel a byla postavena u příležitosti Jubilejní zemské výstavy v Praze roku 1891, stejně jako letenská i petřínská lanovka a Petřínská rozhledna. Elektrická dráha na Letné byla nejen první elektrickou tramvajovou dráhou v Praze (do té doby v Praze jezdila od roku 1875 pouze koněspřežná tramvaj), ale zároveň i první elektrickou dráhou v Česku vůbec (mezi tramvajovými i železničními drahami) a zároveň první elektrickou dráhou s kladkovým sběračem proudu v Rakousko-Uhersku.[nedostupný zdroj]

## Popis trati

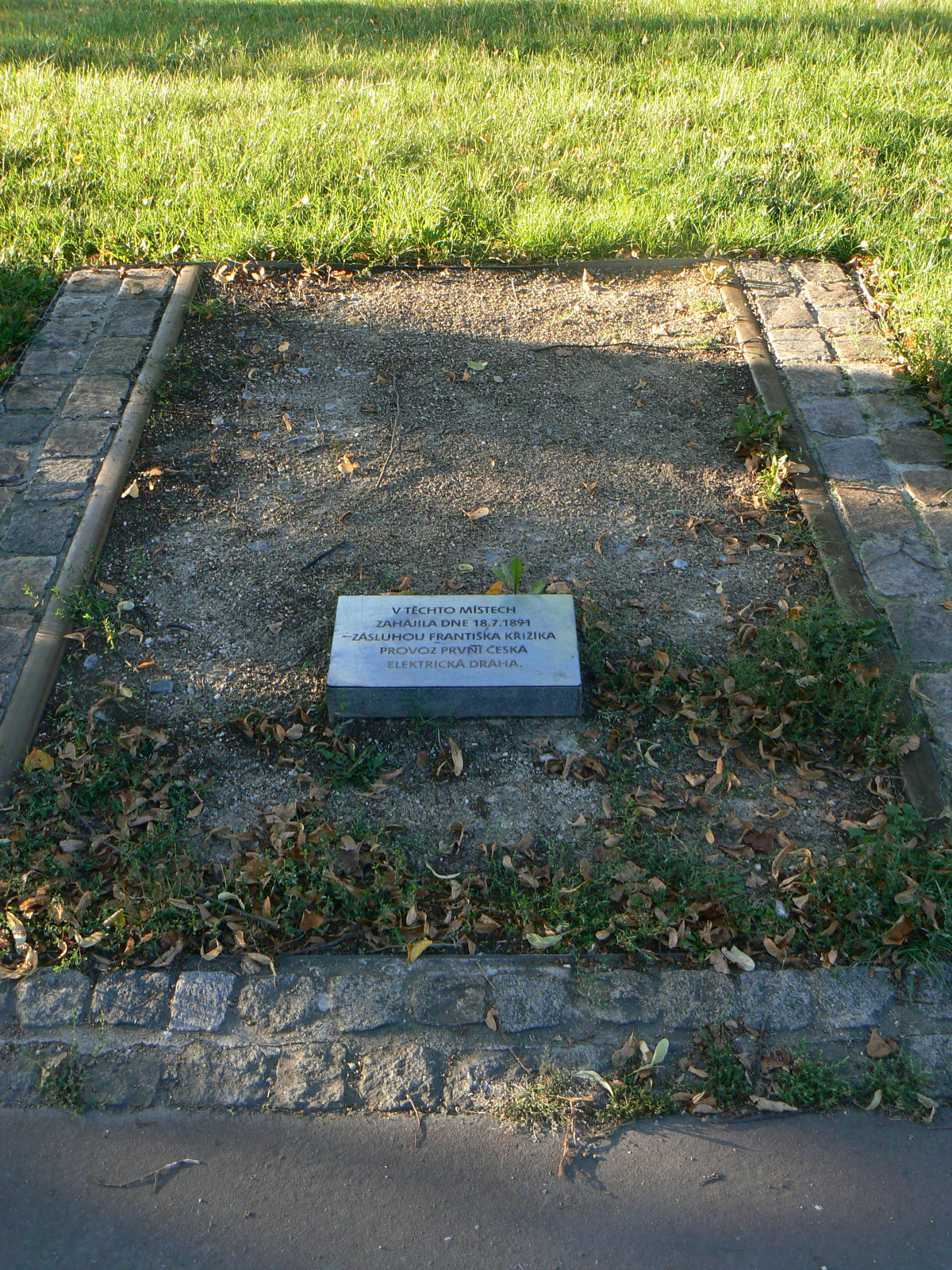
Pamětní deska Křižíkovy tramvaje v Letenských sadech poblíž Letenského zámečku

Trať vedla od horní stanice letenské lanové dráhy u Letenského zámečku středem Ovenecké ulice (tedy kolmo k dnešní tramvajové trati přes Letnou) k hornímu vchodu Královské obory v Bubenči. Trať měřila původně 766 metrů, nejvyšší povolená rychlost byla stanovena na 10 km/h a jízda trvala čtyři a půl minuty.[zdroj?] Roku 1893 byla trať prodloužena na bubenečské straně až k Místodržitelskému letohrádku na celkovou délku 1,4 km.[nedostupný zdroj]
Trať byla jednokolejná, s jednou výhybnou,[nedostupný zdroj] na letenském konci tratě byl 72,1 metrů dlouhý dvojkolejný úsek, na bubenečském konci 51,4 m dlouhý. Maximální sklon trati byl 17,5 promile.[zdroj?] Rozchod kolejí byl normální (1435 mm), pás 40 centimetrů vně od kolejnic měl být podle projektu vydlážděn a prostor mezi kolejnicemi zasypán pískem nebo štěrkem.[zdroj?] Dřevěná staniční budova, zvaná Zámeček, byla vzdálena asi 20 metrů severně od horní stanice lanové dráhy. Technické zázemí, tedy malá přízemní budova sloužící jako vozovna[zdroj⁠?!] s elektrárnou, byly po pravé straně od trati u konce letenského dvojkolejného úseku.[nenalezeno v uvedeném zdroji]
Po trati jezdily místo původně plánovaného jednoho vozu[zdroj?] dva otevřené elektrické vozy, ke kterým při prodloužení trati roku 1893 přibyly další dva uzavřené.[nedostupný zdroj] Proud odebíraly vozy kladkovými sběrači z trolejového vedení. V původním úseku trati bylo trolejové vedení zavěšeno na příčných převěsech natažených mezi dřevěnými sloupy nebo domy. V prodloužení trati bylo vedení zavěšeno na výložnících na sloupech umístěných jen po pravé straně trati.[zdroj?] Elektřinu vyráběl elektrodynamický stroj poháněný lokomobilou.[nedostupný zdroj] Navržené napětí bylo 250 voltů.[zdroj?] Elektrárna sloužila i k osvětlení Ovenecké ulice a Královské obory. Počátkem roku 1896 Křižík na části trati testoval přívod proudu v úrovni komunikace, přičemž soustava kontaktních relé zajišťovala, že napájecí kolejnice byla pod proudem pouze při průjezdu vozu. K rozšíření tohoto systému na celou trať nakonec nedošlo.[zdroj?]

## Vozidla
První dva vozy této dráhy byly otevřené, s jednoduchou konstrukcí. První vůz vyrobila norimberská firma Schuckert, vůz byl použit již na mnichovské výstavě v roce 1882. Druhý vůz podobného typu vyrobila firma Ringhoffer v roce 1891, elektrovýzbroj dodal sám Křižík. Elektromotor měl výkon osm koňských sil. Model jednoho z těchto vozů je umístěn v Muzeu MHD ve Střešovicích.
Po prodloužení dráhy zakoupil Křižík ještě dva uzavřené vozy.[nedostupný zdroj]

## Historie

### Příprava a výstavba prvního úseku

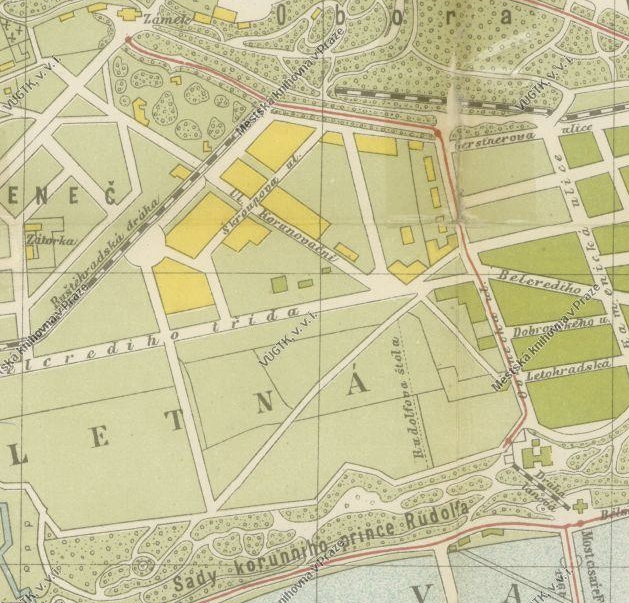
Dráha na plánu Prahy z roku 1901

Inspirací Křižíkovi byla ukázková jednoduchá elektrická dráha firmy Siemens & Halske, která byla k vidění na průmyslové výstavě v Berlíně roku 1879.[zdroj?] Původně měl Křižík záměr stavět trať ke Královské oboře ve směru od holešovického přístavu a ostrova Štvanice, ale nakonec své plány přizpůsobil plánům stavby městské lanovky a navázal na ni.[zdroj?]
Nejstarším dochovaným dokumentem o dráze je Křižíkova žádost Radě královského města Prahy z 6. března 1890 o udělení zásadního souhlasu ke stavbě. Souhlas se stavbou rada města udělila 20. března 1890.[zdroj?] 12. června 1890 ministerstvo obchodu jako tehdejší nejvyšší drážní orgán povolilo předběžné technické práce. Projektovou dokumentaci vyhotovila do června 1890 Technická kancelář Reiter a Štěpán. Rozpočet stavby byl 61 671 zlatých. 5. listopadu 1890 se konala pod vedením smíchovského hejtmana politická pochůzka (místní šetření) a staniční komise.[zdroj?] Proti projektu vystoupil generální ředitel provozovatele koňky, soukromého dopravního podniku Pražská tramway, Viktor Haas, který podle koncese a smlouvy s městem měl výlučné právo stavět v Praze pouliční dráhy, avšak komise jeho námitky neuznala.[zdroj?] 11. května 1891 byla udělena císařská koncese ke stavbě a provozování dráhy.[zdroj?]
Smlouva mezi Křižíkovou společností a městem Prahou byla uzavřena 12. května 1891. Obsahovala ujednání o maximálním jízdném (8 krejcarů), o možnosti společných jízdenek s lanovkou, zákaz dráhu dále pronajímat bez souhlasu obce a desetileté přednostní právo na výstavbu navazujících tratí západním směrem.[zdroj?]
20. května 1891 udělilo c. k. místodržitelství stavební povolení.[zdroj?] 4. července 1891 František Křižík, že stavba dráhy i související silnice je dokončena.[zdroj?]
Holešovice včetně Letné byly k Praze připojeny roku 1884, tedy 7 let před zprovozněním dráhy, zatímco Bubeneč tou dobou ještě nebyla součástí Prahy a městem se stala až roku 1904, brzy po zrušení dráhy.

### Provoz po dobu výstavy
První zkušební jízda proběhla 6. července 1891. Trať byla zkolaudována 16. července 1891.[zdroj?]
Letenská dráha byla slavnostně uvedena do provozu 18. července 1891 v 9 hodin. Prvním řidičem byl Alois Fiala a průvodčím Josef Jedlička.[zdroj?]
Tramvaj jezdila nejprve po dobu výstavy, až do 2. listopadu 1891.[zdroj?]

### Obnovení provozu a prodloužení dráhy
V roce 1892 Křižík požádal o nové povolení k provozu,[zdroj?] které obdržel, avšak přepravní poptávka byla výrazně slabší než při výstavě.
V březnu 1892 byla dokončena projektová dokumentace prodloužení dráhy na bubenečské straně, náklady byly spočteny na 25 817,15 zlatých. Politická pochůzka 8. října 1892 projekt schválila bez zásadních námitek. 2. února 1893 byla udělena nová koncese ke stavbě a provozování dráhy a 1. září 1893 byl zahájen provoz na prodloužené dráze. Při menším zájmu jezdil po trati jen jeden vůz, za příznivého počasí při velkém zájmu oba vozy.[zdroj?] Dráha pak byla v provozu vždy jen v letní sezóně až do roku 1900, zlikvidována byla v roce 1902.
Jednotné jízdné bylo, podle smlouvy s městem, 8 krejcarů. Od roku 1892 měla Elektrická dráha na Letné společné jízdenky s letenskou lanovou dráhou (ta byla zprovozněna již 31. května 1891), takže fakticky zde dva dopravci již tehdy vytvořili integrovaný dopravní systém.[nedostupný zdroj]

### Plány dalšího rozšiřování
František Křižík uvažoval i o stavbě dalších, navazujících tratí. Kolem roku 1895 navrhl prodloužení letenskou strání na Klárov. 16. srpna 1895 se však Křižík nedostavil k trasování, což si stavební úřad vyložil jako upuštění od záměru. Křižík navrhoval i trasy do Chuchle a na Zbraslav a v září roku 1898 trasu Smíchov – Jatky – Centrála, ale rada města tyto návrhy již zamítala, protože hodlala převzít rozšiřování tramvajové sítě do městských rukou.[zdroj?]

### Zánik dráhy
Dne 26. dubna 1898 požádal stavební úřad Křižíkovu společnost, aby v úseku mezi Letohradskou a Belcrediho ulicí, které byly nově dlážděny, nahradil stávající kolejnice žlábkovými. Protože Křižík neměl dostatek kolejnic, po neúspěšném vyjednávání na trati dočasně přerušil provoz a Ovenecká ulice byla vydlážděna v celé šíři. Na jaře roku 1899 byla část nové dlažby vytrhána a byly položeny nové koleje.
Správní rada Elektrických podniků v listopadu 1899 zamítla jak Křižíkovu nabídku odprodeje dráhy, tak jeho návrh na propojení se sítí pražských elektrických drah.[zdroj?] Letenská tramvajová dráha jako jediná zanikla, aniž by byla vykoupena městem. Roku 1900,[nedostupný zdroj] kdy Elektrické podniky král. hl. m. Prahy převzaly městskou letenskou lanovku, byl na soukromé letenské elektrické tramvajové dráze zastaven provoz (poslední tramvaj zde vyjela 15. srpna), roku 1902[nedostupný zdroj] byla tramvajová dráha pro nerentabilitu Křižíkem zrušena. V září 1903 byly odstraněny koleje v Královské oboře a v roce 1904 i ve zbylém úseku.[zdroj?] Následně byly odstraněny i budovy čekárny a vozovny.[zdroj?]

### Rozvoj elektrických tramvají
Elektrickou dráhu na Letné následoval již v době její existence rozmach elektrických drah: roku 1895 byly zavedeny v Teplicích a Bratislavě, pak i v dalších městech včetně Prahy: 19. března 1896 byla zprovozněna rovněž Křižíkova Elektrická dráha Praha – Libeň – Vysočany, od června 1897 Elektrická dráha Smíchov – Košíře, kterou postavil na vlastní náklady košířský starosta Matěj Hlaváček, od 25. června 1897 Městská elektrická dráha Královských Vinohrad a od 18. září 1897 první trať pražských Elektrických podniků, která se stala společně s vinohradskou tratí základem městské sítě elektrických drah.